# Свен I Вилобородый
Свен I Вилоборо́дый (Свейн I; дат. Svend 1. Tveskæg, норв. Svein I Tjugeskjegg, англ. Sweyn I Forkbeard; 960-е — 3 февраля 1014) — король Дании, Норвегии и Англии. Наследовал (как король Дании и Норвегии) своему отцу Харальду I Синезубому.

## Биография

### Король Дании
Согласно некоторым источникам (например, «Саге о йомсвикингах»), Свен был незаконнорождённым сыном Харальда Синезубого и был воспитан легендарным йомсвикингом и ярлом Йомсборга Палнатоки. Свен родился, по-видимому, до принятия Данией христианства около 965 года, и при крещении получил имя Оттон в честь императора Священной Римской империи Оттона I Великого. По некоторым свидетельствам, несмотря на это, он оставался язычником, и добился власти в результате борьбы со своим отцом. Это, впрочем, маловероятно, поскольку Свен после воцарения продолжал выпускать монеты с крестом на реверсе, а в 990-е годы основал церкви в Лунде и других городах. Вероятно, в период междоусобицы конца 980-х некоторые церкви действительно пострадали, а позднее Свен оказывал поддержку английской церкви, что было расценено историками, связанными с германскими архиепископствами, как отступление от христианства.
Согласно Адаму Бременскому, Свен был побеждён шведским королём Эриком VI Победоносным, который управлял Данией в течение некоторого времени в 994-995 годах. Однако на этот счёт нет устоявшегося мнения. Предположительно (по версии саг и некоторых европейских хронистов), после смерти Эрика он взял в жёны его вдову, известную как Сигрид Гордая. Однако в источниках есть множество противоречий, которые не позволяют однозначно определить, являлись ли упоминаемые в сагах Гунхильда из Вендена, Сигрид Гордая и дочь польского короля Мешко I Святослава одним лицом или разными людьми. Относительно личности Сигрид Гордой основные источники расходятся: согласно исландским сагам, она была дочерью шведского викинга Скагула Тоста и женой Эрика VI, а после его смерти — Свена I; Саксон Грамматик подтверждает только, что Свен взял в жёны вдову Эрика; Адам Бременский пишет, что она была польской принцессой, а Титмар Мерзебургский упоминает, что женой Свена и матерью Кнуда Великого была дочь Мешко I, сестра польского короля Болеслава I Храброго. Таким образом, Свен либо был всё время женат на одной польской принцессе и не вступал во второй брак, либо вступил во второй брак с другой польской принцессой, либо вступил во второй брак с дочерью викинга Скагула Тоста.
Первый брак Свена с польской принцессой предположительно объясняет упоминающийся в хрониках факт участия польских войск в походе Кнуда Великого в Англию в 1015 году.

### Борьба за Норвегию
Фактическим правителем Норвегии до 995 года был Хакон II Могучий, ставший регентом ещё при Харальде I. Однако после возвращения в Норвегию Олафа Трюггвасона Хакон был убит, и Дания до 1000 года утратила контроль над Норвегией. В том году в сражении при Свольдере объединённый датско-шведский флот с примкнувшими к нему кораблями Эйрика, сына убитого Хакона, одержал победу над флотом Олафа, который погиб. Норвегия вернулась под датский контроль, а регентом стал Эйрик.

### Завоевание Англии
Возможно, именно Свен стоял за серией набегов на Англию в 1003—1005, 1006—1007 и 1009—1012 годах, последовавшей за резнёй датчан в день св. Брайса 13 ноября 1002 (1003?) года. По крайней мере, он предпринял в 1013 году масштабное вторжение в Англию. В течение кампании он быстро захватил множество городов и селений, кроме Лондона, у стен которого датчане понесли тяжёлые потери. Тем не менее город был полностью окружён, и после того, как английский король Этельред II сбежал в конце 1013 года в Нормандию, Лондон капитулировал и витенагемот провозгласил Свена королём. Свен отдал повеление о сборе больших налогов и даже, по словам английских летописей, «осмелился вынудить значительную дань с Эдмундсберийской обители, где покоятся нетленные останки св. Эдмунда». От обители и всей Восточной Англии монах Эльвин явился в стан Датского короля и именем св. Эдмунда просил пощадить его монастырь от такого налога. Но Свен отказал монаху наотрез и грозил не только сжечь Эдмундсбери и перебить монахов, но даже «осмелился усомниться в Святости Эдмунда». Вскоре после этого Свен, сидя на коне, вдруг почувствовал острую боль в желудке и в ночь на праздник Сретения 2 февраля 1014 года умер в страшных мучениях. Первоначально был похоронен в Йорке, затем останки были перезахоронены в соборе в Роскилле в Дании. После его смерти на английский трон вернулся король Этельред, однако ненадолго: вскоре сын Свена Кнуд вернулся и вернул викингам Англию.
Своё прозвище он получил из-за формы усов, а не бороды.

### Семья и дети
Скандинавские саги утверждают, что Свен I Вилобородый был женат дважды. Однако есть свидетельства европейских источников, которые предлагают иную версию событий.
Первой женой Свена Вилобородого в саге называют Гуннхильдой из Вендена, дочерью Бурислава Вендского. Кто именно имеется в виду под Буриславом, точно не ясно. Считается, что это — собирательный образ двух польских князей Мешко I и его сына Болеслава Храброго. В таком случае, Гуннхильду отождествляют со Святославой, дочерью Мешко I, что подтверждают и европейские хронисты, такие как Титмар Мерзебургский, Адам Бременский и Саксон Грамматик. От этого брака родились:
- Харальд II (994—1018). Король Дании и Норвегии с 1014 года;
- Кнуд I Великий (995—1035). Король Англии с 1016 года, Дании с 1018 года, Норвегии с 1028 года. Муж Эммы Нормандской, вдовы Этельреда Английского (умерла в 1052 году);
- Святослава (англ. Santslava), чье имя явно намекает на родство со славянской княжной;
- Гида. Жена Эйрика Хаконссона, правителя Норвегии и ярла Нортумбрии.

Однако Святослава, дочь Мешко I, умерла около 1013/1014 года, что расходится с версией саги и свидетельством Адама Бременского. Согласно этим свидетельствам, первая жена Свена I умерла до 995 года, после чего Свен женился вторично. Факт второго брака, таким образом, является спорным, как и личность второй жены Свена Вилобородого. Саги называют ее Сигрид Гордой, дочерью викингского вождя Скагула Тоста, которая ранее была замужем за шведским королем Эриком Победоносным. Адам Бременский подтверждает факт брака Свена Вилобородого со вдовой Эрика Победоносного, но называет ее не Сигрид Гордой, а польской княжной, сестрой Болеслава Храброго (то есть, еще одной (либо той же самой) дочерью Мешко I). Существует несколько предположений о том, являются ли упоминаемые в источниках Гуннхильда, Святослава и Сигрид Гордая разными людьми или одним человеком, а также в принципе об историчности Сигрид Гордой.
Считается, что от второго брака (если он был) с Сигрид Гордой родилась Эстрид Датская, жена Ричарда II, герцога Нормандии, а затем — Ульфа Торгильссона (и родоначальница династии Эстридсенов). Причем, есть две версии даты рождения Эстрид — 990 и 997 год. Если принять первую дату, то получается, что Эстрид родилась еще до предполагаемого второго брака Свена Вилобородого, а, значит, также является дочерью Гуннхильды-Святославы. В других источниках (кроме саг) имя Сигрид Гордой в качестве жены Свена не упоминается. Возможно, что польская княжна Святослава была известна скандинавским хронистам под разными именами — Гуннхильда и Сигрид.

## В кино
- В историческом телесериале канала Netflix «Викинги: Вальхалла» (2022) его роль исполняет датский актёр Сёрен Пильмарк[англ.].
- Одно из действующих лиц аниме «Сага о Винланде» (2019)